# Къде си, вярна ти любов народна?
Къде си, вярна ти любов народна е българска възрожденска песен, композирана от Добри Чинтулов през 1863 година. Текстът е публикуван три години по-рано. Заедно със „Стани, стани, юнак балкански“ е една от най-популярните български бунтовни песни.